# Miriam Hopkins

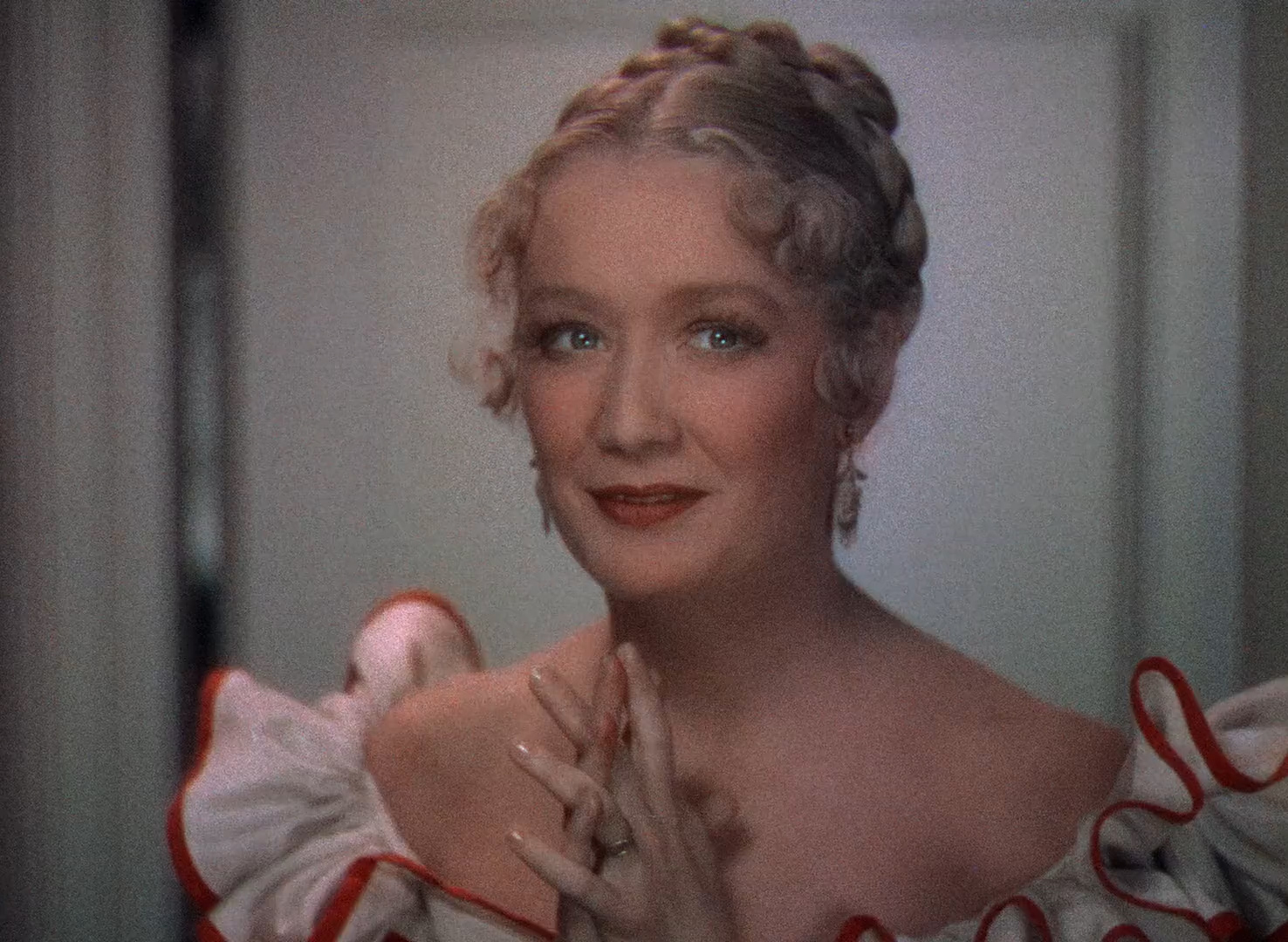
Miriam Hopkins, în filmul Becky Sharp, realizat în anul 1935

Ellen Miriam Hopkins (n. 18 octombrie 1902, Savannah, Georgia - d. 9 octombrie 1972, New York, statul New York) a fost o actriță americană de film și de televiziune.

## Biografie
Ellen Miriam Hopkins, născută la Savannah, Georgia, la 18 octombrie 1902, și crescută la Bainbridge, și-a sfârșit studiile în Vermont și la universitatea Syracuse, New York. 
La vârsta de 20 ani, a devenit "chorus-girl". În 1930, ea a semnat un contract cu compania americană de filme Paramount și a turnat primul său film: Fast and Loose.

## Filmografie
| An   | Titlu                         | Rol                        | Note |
| ---- | ----------------------------- | -------------------------- | --- |
| 1930 | Fast and Loose                | Marion Lenox               | Debut actoricesc |
| 1931 | The Smiling Lieutenant        | Princess Anna              | Primul din cele trei filme cu Hopkins regizat de Lubitsch                                                                                         |
| 1931 | 24 Hours                      | Rosie Duggan               | |
| 1931 | Dr. Jekyll and Mr. Hyde       | Ivy Pearson                | |
| 1932 | Two Kinds of Women            | Emma Krull                 | |
| 1932 | Dancers in the Dark           | Gloria Bishop              | |
| 1932 | World and the Flesh           | Maria Yaskaya              | |
| 1932 | Trouble in Paradise           | Lily                       | Al doilea film cu Hopkins și regizat de Lubitsch                                                                                                  |
| 1933 | The Story of Temple Drake     | Temple Drake               | |
| 1933 | The Stranger's Return         | Louise Starr               | |
| 1933 | Design for Living             | Gilda Farrell              | Al treilea film și ultimul cu Hopkins și regizat de Lubitsch                                                                                      |
| 1934 | All of Me                     | Lydia Darrow               | |
| 1934 | She Loves Me Not              | Curly Flagg                | |
| 1934 | The Richest Girl in the World | Dorothy Hunter             | Primul din cele cinci filme cu Hopkins și McCrea împreună                                                                                         |
| 1935 | Becky Sharp                   | Becky Sharp                | Nominalizare – Academy Award for Best Actress Primul film de lung metraj realizat în procesul Technicolor cu trei benzi                           |
| 1935 | Barbary Coast                 | Mary 'Swan' Rutledge       | Al doilea film cu Hopkins și McCrea |
| 1935 | Splendor                      | Phyllis Manning Lorrimore  | Al treilea film cu Hopkins și McCrea |
| 1936 | These Three                   | Martha Dobie               | Ecranizare a piesei de teatru din 1934 The Children's Hour de Lillian Hellman. Al patrulea film cu Hopkins și McCrea                              |
| 1936 | Men Are Not Gods              | Ann Williams               | |
| 1937 | The Woman I Love              | Madame Helene Maury        | Hopkins s-a căsătorit cu regizorul Anatole Litvak la scurt timp după realizarea acestui film. Este singurul film cu actorii: Hopkins și Paul Muni |
| 1937 | Woman Chases Man              | Virginia Travis            | Ultimul film cu actorii: Hopkins și McCrea |
| 1937 | Wise Girl                     | Susan 'Susie' Fletcher     | |
| 1939 | The Old Maid                  | Delia Lovell Ralston       | Primul din cele două filme cu Hopkins și Bette Davis                                                                                              |
| 1940 | Virginia City                 | Julia Hayne                | Hopkins joacă alături de Errol Flynn |
| 1940 | Lady with Red Hair            | Mrs. Leslie Carter         | |
| 1942 | A Gentleman After Dark        | Flo Melton                 | |
| 1943 | Old Acquaintance              | Millie Drake               | Al doilea film și ultimul cu Hopkins și Bette Davis.                                                                                              |
| 1949 | The Heiress                   | Aunt Lavinia               | Nominalizare – Golden Globe Award for Best Supporting Actress – Motion Picture                                                                    |
| 1951 | The Mating Season             | Fran Carleton              | |
| 1952 | The Outcasts of Poker Flat    | Mrs. Shipton/'The Duchess' | |
| 1952 | Carrie                        | Julie Hurstwood            | |
| 1961 | The Children's Hour           | Lily Mortar                | |
| 1964 | Fanny Hill                    | Mrs. Maude Brown           | |
| 1966 | Urmărirea (The Chase)         | Mrs. Reeves                | Hopkins în rolul mamei lui Robert Redford |
| 1970 | Savage Intruder               | Katharine Parker           | Ultimul film al lui Hopkins |

### Filme scurte
- "The Home Girl" (1928)
- "Hollywood on Parade No. B-1" (1933)

## Legături externe
- Miriam Hopkins la Internet Movie Database
- en Miriam Hopkins la Internet Broadway Database
- Miriam Hopkins la Find a Grave
- Photographs of Miriam Hopkins
- Miriam Hopkins Interview with Biographer Allan Ellenberger
- Miriam Hopkins in June 1933 Arhivat în 27 februarie 2012, la Wayback Machine. Vanity Fair photographed by Edward Steichen